# NGC 2405-1
NGC 2405-1 (другие обозначения — MCG 4-18-26, ZWG 117.51, VV 643, PGC 21224) — галактика в созвездии Близнецы.
Этот объект входит в число перечисленных в оригинальной редакции «Нового общего каталога».
В галактике вспыхнула сверхновая SN 2011gh типа Ib/c, её пиковая видимая звездная величина составила 18,3.